# Жуе ле Тур
Жуе ле Тур (фр. Joué-lès-Tours) град је у Француској, у департману Ендр и Лоара.
По подацима из 1999. године број становника у месту је био 36.517.

## Демографија
| 1962. | 1968.  | 1975.  | 1982.  | 1990.  | 1999.  | 2011.  |
| ----- | ------ | ------ | ------ | ------ | ------ | ------ |
| 9.074 | 17.826 | 27.450 | 34.704 | 36.798 | 36.517 | 36.554 |

## Партнерски градови
- Хехинген
- Kilmarnock
- Чита ди Кастело
- Santa Maria da Feira Municipality
- Огре
- Ogre Municipality